# Wilsonflya
Die Wilsonflya ist ein verschneiter Bergsattel im ostantarktischen Königin-Maud-Land. Im südwestlichen Teil des Ahlmannryggen liegt er zwischen den Kjølrabbane und der Aurhø.
Norwegische Kartographen, die ihn auch benannten, kartierten den Bergsattel anhand von Vermessungen und Luftaufnahmen der Norwegisch-Britisch-Schwedischen Antarktisexpedition (1949–1952). Namensgeber ist der Schwede Paul Ove Wilson (1921–1981), der als Arzt bei dieser Forschungsreise tätig war.